# Мостик (фильм)
«Мостик» — кинофильм 1986 года, одна из трёх новелл в составе советского киноальманаха «Мостик» (другие новеллы: «Эй, на линкоре!», «Сержант»).

## Сюжет
В каждой деревне есть свой дурачок — во всяком случае, так было раньше. В этой деревне все любили дурачка потому, что он был весёлым и хотел помочь другим: пока не было через речку мостика, он перевозил людей с одного берега на другой. И когда плотник построил мост, ребята не стали отказываться от услуг дурачка: пусть по-прежнему чувствует, что он необходим людям.

## В ролях
- Сергей Варчук
- Михаил Лещинский
- Владимир Смирнов
- Светлана Скрипкина

## Съёмочная группа
- Режиссёр-постановщик: Геннадий Воронин
- Автор сценария: Геннадий Воронин
- Оператор-постановщик: Андрей Кириллов
- Звукорежиссёры: Людмила Дружинина, Евгений Терехов